# André Roudière
André Roudière, né le 7 janvier 1922 à Lavelanet, dans le département français de l'Ariège, et mort le 11 octobre 2010 à Mougins, dans les Alpes-Maritimes, est un industriel français du secteur textile, fondateur d'une entreprise de tissage de laine cardée établie à Lavelanet, en Ariège.
L'entreprise textile qu'il a créée en juillet 1947, entouré d'une dizaine d'ouvriers, devient au cours de la seconde moitié du XXe siècle l'un des leaders européens du tissage de laine cardé pour l'habillement comptant jusqu'à 1300 employés. Dans les années 1970 à 1990, l'entreprise Roudière joue un rôle essentiel dans le processus de concentration qui touche le système industriel du pays d'Olmes jusque là marqué par l'existence d'un tissu dense de PME fonctionnant en interdépendance.
Rachetée par le groupe Chargeurs de Jérôme Seydoux en 1987, la société est divisée en plusieurs entités en 1990, lesquelles perdurent pour certaines jusqu'aux années 2010. De grandes grèves marquent l'histoire de la société en 1989 et 1990, et deux plans sociaux font passer les effectifs de plus de 2 100 salariés à 1 000 environ.
André Roudière est aussi l'un des principaux instigateurs de la station de sports d'hiver des Monts d'Olmes, près de Lavelanet.
En hommage, le foirail de Lavelanet a été nommé Espace André-Roudière en 2019.

## Galerie

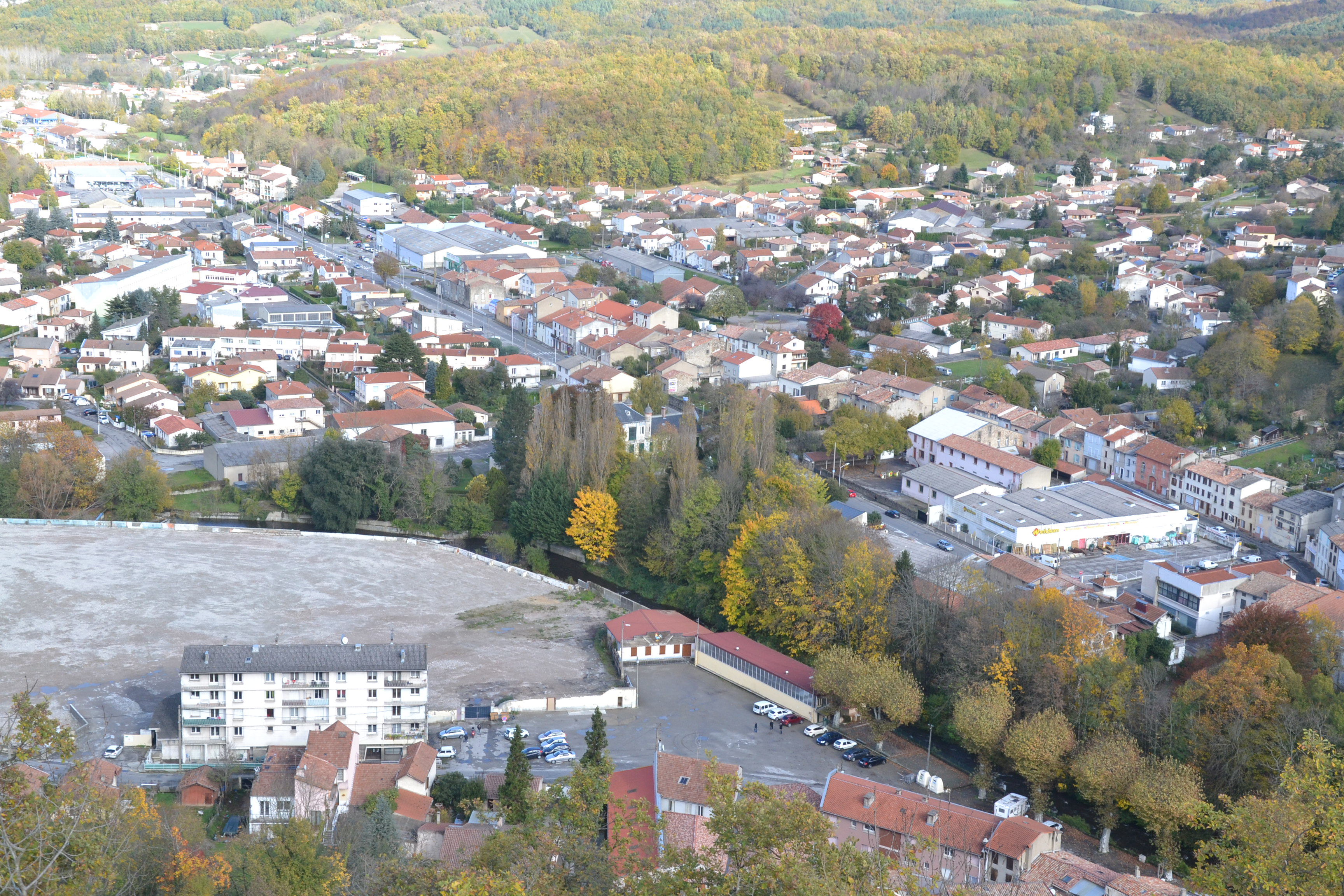
Au premier plan à gauche, la grande esplanade du foirail où se trouvait jusqu'en 2016 l'ancienne usine dite « Mirabeau », propriété d'André Roudière.
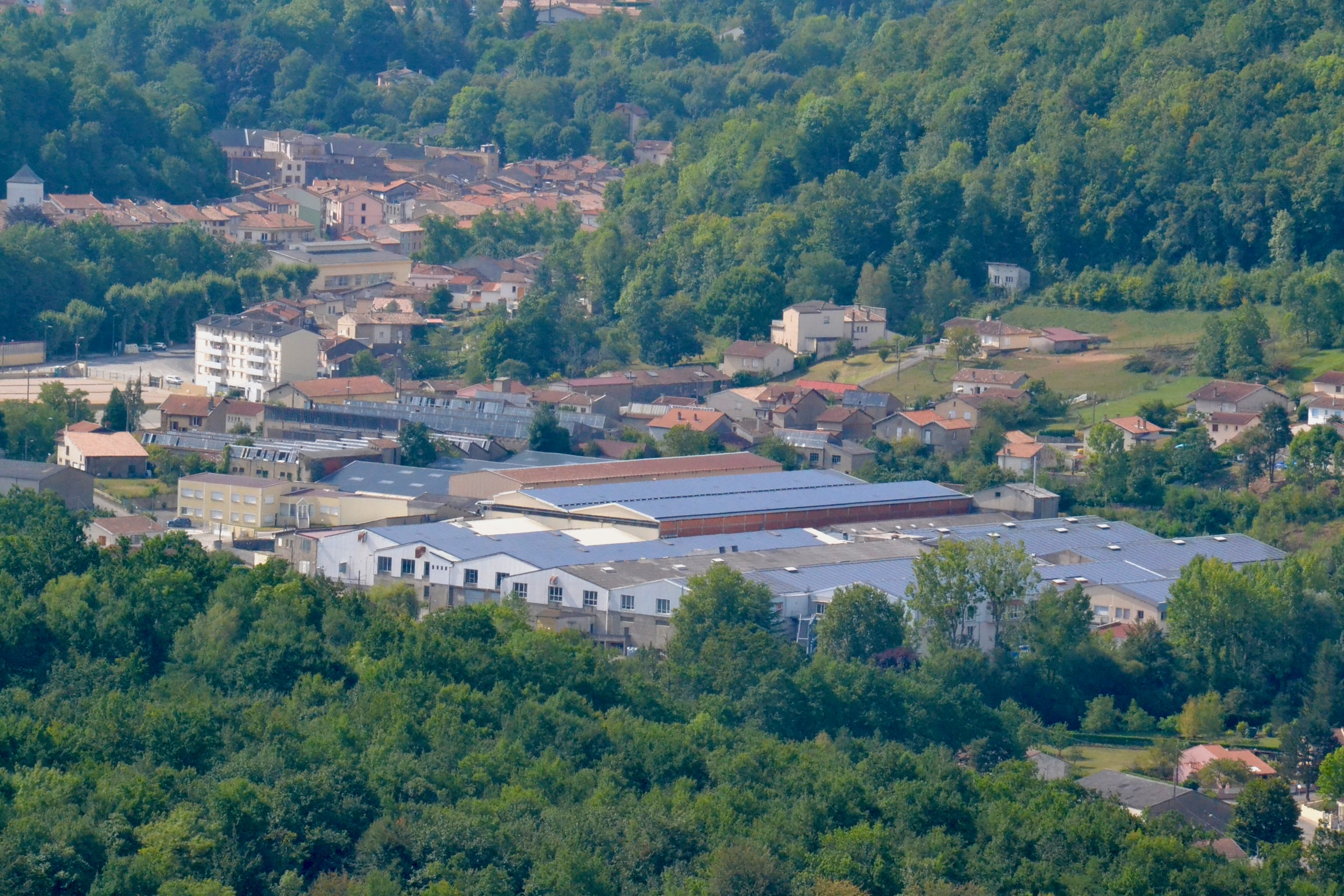
Anciennes usines Roudière, site de la Coume à Lavelanet.